# Rasmus Thelander
Rasmus Thelander (Kopenhagen, 9 juli 1991) is een Deens betaald voetballer. Hij staat sinds de zomer van 2019 onder contract bij Aalborg BK.

## Clubcarrière
In de jeugd kwam Thelander uit voor Herlev IF en het Deense Akademisk BK, waar hij vanaf 2009 ook voor het eerste elftal uitkwam. In 2012 ondertekende Thelander een tweejarig contract bij de superligaclub AaB Fodbold. In het seizoen 2012/2013 won hij de Deense voetbalbeker en werd hij met zijn club kampioen. Op 2 juli 2015 tekende Thelander een contract bij de Griekse Panathinaikos FC. Na een financieel geschil met de club verruilde hij Panathinaikos voor de Zwitserse FC Zürich. Door een blessure maakte hij echter weinig minuten in het eerste elftal.
Op 17 mei 2018 tekende Thelander een driejarig contract bij Vitesse. Hij debuteerde op 26 juli 2018 in de met 2–2 gelijkgespeelde uitwedstrijd tegen FC Viitorul in de Europa League.
Op 23 augustus 2018 werd bekend dat Thelander langdurig was uitgeschakeld door een gebroken enkel. Omdat het herstel voorspoedig verliep kon hij al op 3 november 2018 zijn rentree maken, in de met 1–0 verloren uitwedstrijd tegen PSV.
Op 22 augustus 2019 maakte Vitesse bekend dat Thelander per direct is vertrokken naar Aalborg BK.

### Statistieken
| Seizoen         | Club             |                      | Competitie      | Competitie | Competitie | Beker | Beker | Internationaal | Internationaal | Overig | Overig | Totaal | Totaal |
| Seizoen         | Club             | Wed.                 | Competitie      | Dlp.       | Wed.       | Dlp.  | Wed.  | Dlp.           | Wed.           | Dlp.   | Wed.   | Dlp.   |        |
| --------------- | ---------------- | -------------------- | --------------- | ---------- | ---------- | ----- | ----- | -------------- | -------------- | ------ | ------ | ------ | ------ |
| 2009/10         | Akademisk BK     | Vlag van Denemarken  | 1. division     | 2          | 0          | 1     | 0     | –              | –              | –      | –      | 3      | 0      |
| 2010/11         | Akademisk BK     | Vlag van Denemarken  | 1. division     | 16         | 1          | 0     | 0     | –              | –              | –      | –      | 16     | 1      |
| 2011/12         | Akademisk BK     | Vlag van Denemarken  | 1. division     | 23         | 2          | 1     | 0     | –              | –              | –      | –      | 24     | 2      |
| 2012/13         | AaB Fodbold      | Vlag van Denemarken  | Superligaen     | 11         | 1          | 1     | 0     | –              | –              | –      | –      | 12     | 1      |
| 2013/14         | AaB Fodbold      | Vlag van Denemarken  | Superligaen     | 26         | 1          | 3     | 2     | 2              | 0              | –      | –      | 31     | 3      |
| 2014/15         | AaB Fodbold      | Vlag van Denemarken  | Superligaen     | 16         | 0          | 1     | 0     | 12             | 0              | –      | –      | 29     | 0      |
| 2015/16         | Panathinaikos FC | Vlag van Griekenland | Super League    | 18         | 1          | 3     | 0     | 0              | 0              | –      | –      | 21     | 1      |
| 2016/17         | Panathinaikos FC | Vlag van Griekenland | Super League    | 8          | 0          | 2     | 0     | 0              | 0              | –      | –      | 10     | 0      |
| 2017/18         | FC Zürich        | Vlag van Zwitserland | Super League    | 22         | 0          | 3     | 1     | –              | –              | –      | –      | 25     | 1      |
| 2018/19         | Vitesse          | Vlag van Nederland   | Eredivisie      | 9          | 0          | 1     | 0     | 3              | 0              |        |        | 13     | 0      |
| 2019/20         | Aalborg BK       | Vlag van Denemarken  | Superligaen     | 20         | 1          | 4     | 1     | 0              | 0              | 0      | 0      | 24     | 2      |
| 2020/21         | Aalborg BK       | Vlag van Denemarken  | Superligaen     | 27         | 1          | 1     | 0     | 0              | 0              | 0      | 0      | 28     | 1      |
| 2021/22         | Aalborg BK       | Vlag van Denemarken  | Superligaen     | 3          | 0          | 0     | 0     | 0              | 0              | 0      | 0      | 3      | 0      |
| Carrière totaal | Carrière totaal  | Carrière totaal      | Carrière totaal | 201        | 8          | 21    | 4     | 17             | 0              | 0      | 0      | 239    | 12     |